# Plantación Myrtles
La plantación Myrtles es una plantación antebellum en St. Francisville, Lousiana, cerca de Baton Rouge. Listada en el Registro Nacional de Lugares Históricos de los Estados Unidos. Actualmente es un Bed and Breakfast y ofrece tours históricos y de misterio.

## Historia
La plantación Myrtles fue construida en 1796 por el general David Bradford  y fue llamada Laurel Groove en ese tiempo. El general  vivió solo en ella por varios años, hasta que el presidente John Adams lo perdonó por su papel en la Rebelión del whisky  en Pennsylvania. Fue entonces cuando su esposa y sus cinco hijos, que vivían en Pensilvania, se trasladaron a vivir a la plantación. Bradford, que era abogado y Fiscal de Distrito, murió en 1808. En 1817, un estudiante de leyes de Bradford, Clark Woodruff, o Woodroff, se casó con una de las hijas de Bradford, Sara Mathilda. Clark y Sara dirigieron la plantación, la cual se encontraba en posesión de la viuda de Bradford, Elizabeth.  Los Woodruff tuvieron tres hijos: Cornelia Gate, James y Mary Octavia. Sara Bradford  y dos de sus hijos murieron en 1823 y 1824 por fiebre amarilla.
Cuando Elizabeth Bradford murió en 1831, Clark Woodruff y su hija superviviente, Mary Octavia, se mudaron a Covington, Lousiana dejando un encargado para administrar la plantación. En 1834, Woodruff vendió la plantación, el terreno y sus esclavos a Ruffin Gray Stirling. Woodruff murió en 1851.
Stirling y su esposa, Mary Catherine Cobb comenzaron una extensa remodelación a la casa. Cuando la  completaron, la nueva casa era casi el doble de tamaño de la casa original y su nombre fue cambiado a The Myrtles. Importaron mueblería fina desde Europa. Los Stirling tenían nueve niños pero cinco murieron jóvenes. Stirling murió en 1854 dejando la plantación a su esposa.
En 1865, Mary Cobb contrató a William Drew Winter para ayudarla en la plantación como su abogado y agente. Winter se casó con la hija de Mary Cobb, Sarah Stirling. Ellos vivieron en el Myrtles y tuvieron seis hijos, muriendo uno de ellos (Kate Winter) de fiebre tifoidea a la edad de tres años. Aunque los Winter fueron forzados a vender la plantación en 1868, la volvieron a comprar dos años después.
En 1871, Willian Winter fue acribillado en el porche  de sus casa, posiblemente por un hombre llamado E.S Webber, y murió minutos después. Sarah permaneció en la casa junto con su madre y hermanos hasta su muerte en 1878.  Mary Cobb murió en 1880  y la plantación pasó a Stephen, uno de sus hijos. La plantación estaba sumamente endeudada, sin embargo Stephen la vendió a Oran D. Brooks. Brooks la vendió en 1889, y la casa cambió  de manos varias veces hasta que fue comprada finalmente por Harrison Milton Williams.

## sigloXX
A principios del siglo XX, la tierra que rodeaba la casa fue dividida entre los herederos del señor Williams. En los años 50, la casa fue vendida a Marjorie Munson, quien aparentemente notó ciertas cosas extrañas que pasaban en el área que rodeaba a  la casa Myrtles. La plantación pasó a través de más dueños antes de ser comprada por James y Frances Kermeen Myers. Los Myers dirigen en la plantación un bed and breakfast. Frances Myers, escribiendo como Frances Kermeen, publicó un libro acerca de la plantación, nombrándola como la casa más embrujada en los Estados Unidos

## Leyendas e historias de fantasmas
Designada como “una de las casas más embrujadas de los Estados Unidos”, la plantación es supuestamente el hogar de al menos 12 fantasmas. Se menciona que 10 asesinatos ocurrieron en la casa, pero los registros históricos sólo consignan el de William Winter. Winter es uno de los personajes más populares en la plantación. Fue acribillado por un desconocido. Después de ser herido, entró a la casa y murió tratando de subir las escaleras. Falleció en el escalón decimoséptimo. Hasta el día de hoy, los visitantes y empleados del lugar, continúan oyendo sus últimos pasos.
En 2002 Misterios sin Resolver filmó un segmento acerca de los supuestos eventos en la plantación. De acuerdo a Robert Stack, el equipo de producción experimentó dificultades técnicas durante la producción del segmento. La casa Myrtles formó parte de un episodio de 2005 del programa Ghost Hunters. La serie Ghost Adventures también grabó un episodio ahí.